# Iris pseudocaucasica
Iris pseudocaucasica là một loài thực vật có hoa trong họ Diên vĩ. Loài này được Grossh. miêu tả khoa học đầu tiên năm 1916.